# 70 a.C.
Il 70 a.C. (LXX a.C. in numeri romani) è un anno  del I secolo a.C.

## Eventi
- Gaio Giulio Cesare è eletto questore
- Gneo Pompeo Magno e Marco Licinio Crasso sono eletti consoli: i due operano per smantellare la costituzione sillana (reinseriscono i cavalieri nei tribunali riguardanti la concussione, ridanno l'appalto delle province asiatiche ai cavalieri, riallargano le possibilità di cursus honorum dei tribuni della plebe, restituiscono loro i diritti di veto e di intercessio), incrementando il potere della classe dei cavalieri (a cui Crasso appartiene) e dei populares. Infine, nominano nuovi censori, i quali espellono dal Senato per indegnità ben 84 senatori nominati da Silla.[1]
- Gaio Licinio Verre viene processato per gli abusi commessi in Sicilia: concussione, furti di opere d'arte e supplizi inflitti ai cittadini. Inizialmente i pretori, parteggianti per Verre, riescono a rinviare più volte il processo; tuttavia Cicerone, con le sue famose orazioni Verrine, riesce a far condannare Verre ad una multa di 750 000 dracme.[1]

## Nati
- 15 ottobre - Publio Virgilio Marone, poeta romano († 19 a.C.)
- Crinagora, poeta e diplomatico greco antico († 18)
- Licoride, ballerina romana
- Scribonia, nobildonna romana

## Morti
- Sanatruce I, sovrano (n. 157 a.C.)